# Karin Fleischanderl

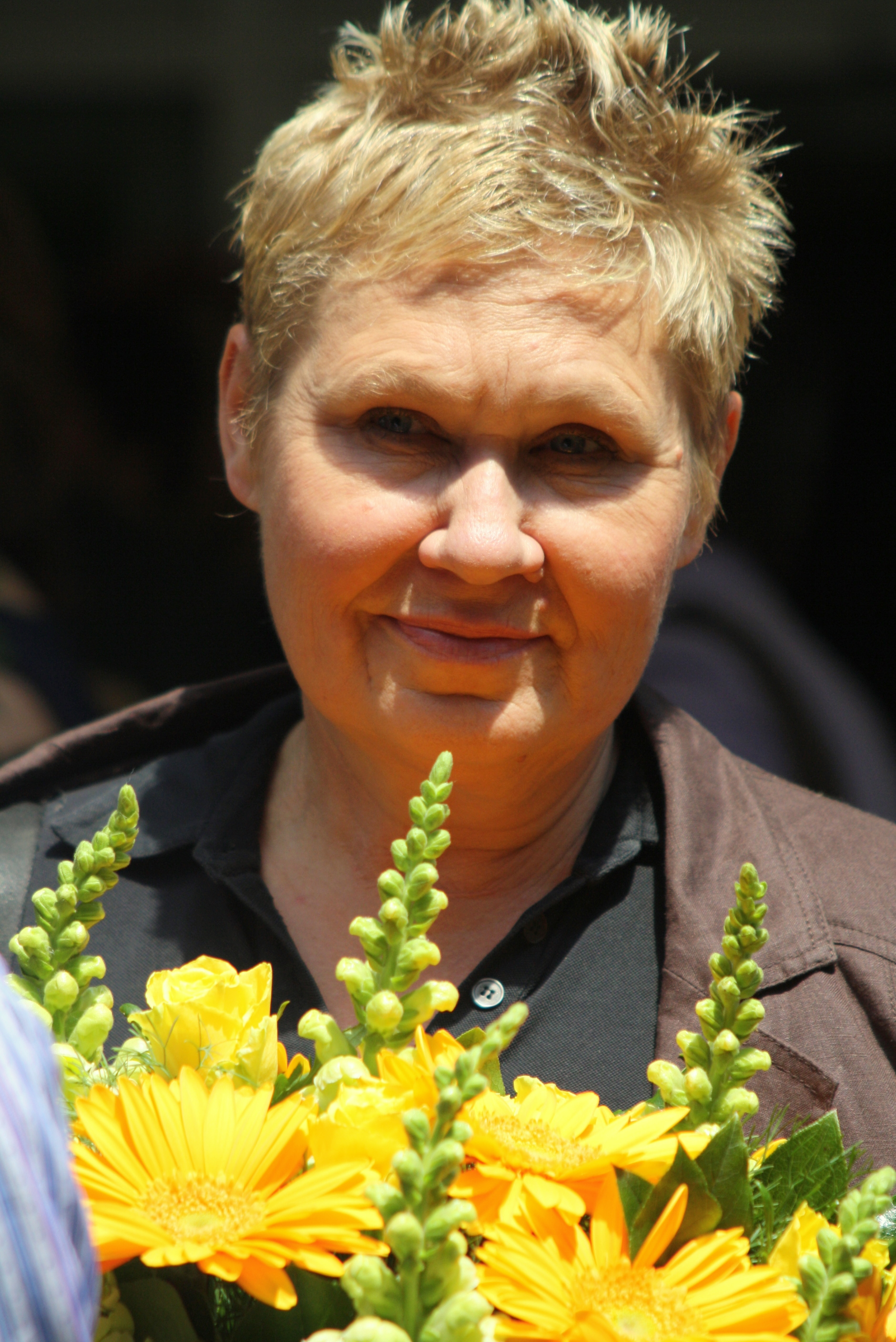
Karin Fleischanderl

Karin Fleischanderl (* 29. Dezember 1960 in Steyr) ist eine österreichische Übersetzerin und Publizistin.

## Biografie
Karin Fleischanderl legte 1979 am Bundesgymnasium Steyr die Matura ab. Anschließend studierte sie Italienisch und Englisch am Dolmetscherinstitut Wien sowie Romanistik an der Universität Wien. Seit 1983 arbeitet sie als freie Übersetzerin. Sie übertrug das Gesamtwerk von Antonio Tabucchi in die deutsche Sprache, daneben Bücher zahlreicher anderer italienischer Autoren (unter anderem Gabriele D’Annunzio, Natalia Ginzburg, Luigi Malerba, Marcello Mastroianni, Pier Paolo Pasolini, Gianrico Carofiglio und Dacia Maraini).
Von 1987 bis 1997 war Karin Fleischanderl Mitherausgeberin der Literaturzeitschrift Wespennest, 1997 gründete sie in Zusammenarbeit mit Gustav Ernst die Zeitschrift Kolik. Daneben publizierte sie Essays zur österreichischen und italienischen Literatur.
2005 rief sie, wiederum gemeinsam mit Gustav Ernst, die Leondinger Akademie für Literatur ins Leben und jurierte die Texte von Sprichcode, Leondinger Jugendpreis für Sprache und Fotografie. 2007 hatte sie einen Lehrauftrag für Literaturkritik an der Universität Klagenfurt. 2009 und 2010 war sie Jurorin für den Ingeborg-Bachmann-Preis.
Mit Gustav Ernst begründete Fleischanderl 2009 den Johann-Beer-Literaturpreis.
Karin Fleischanderl lebt in Wien.

## Auszeichnungen
Karin Fleischanderl erhielt für ihre Übersetzungen zahlreiche Auszeichnungen, unter anderem:
- Österreichischer Staatspreis für literarische Übersetzung, 1995
- Nossack-Preis der Mainzer Akademie der Wissenschaften und der Literatur, 1998